# Cori
Cori település Olaszországban, Lazio régióban, Latina megyében. Lakosainak száma 10 366 fő (2023. január 1.). Cori Artena, Cisterna di Latina, Lariano, Montelanico, Norma, Rocca Massima és Segni községekkel határos.

## Népesség
A település lakossága az elmúlt években az alábbi módon változott:
| Lakosok száma | 10 996 | 10 893 | 10 366 |
|               | 2017   | 2018   | 2023   |